# Devade miranda
Devade miranda is een spinnensoort in de taxonomische indeling van de kaardertjes (Dictynidae).
Het dier behoort tot het geslacht Devade. De wetenschappelijke naam van de soort werd voor het eerst geldig gepubliceerd in 2007 door A. V. Ponomarev.